# Богданівська-Попова Віра Євстахівна
Віра Євстахівна Богданівська-Попова (* 7 вересня 1867, Петербург — † 25 квітня 1896) — одна з перших жінок-хіміків в Російській імперії.

## З життєпису
Починаючи з 1889 майже кожне літо проводила в селі Шабалинів, в маєтку свого чоловіка Якова Попова. З її ініціативи були відкриті в селі реміснича школа, фельдшерський пункт. Загинула під час вибуху в хімічній лабораторії в м. Іжевськ.
Похована в 1896 в с. Шабалинів, в 1897 році на могилі споруджено надгробок у вигляді носової частини корабля — цегляна палуба з металевою щоглою, увінчаною хрестом. До могили ведуть сходи, що утворюють арку, під якою обеліск з фотомедальйоном та гранітної дошкою з меморіальним текстом.
Уродженка Петербургу, з родини відомого хірурга, Віра рано почала проявляти інтерес до науки. Важко пробивалась в цей нежіночий світ, адже РІ була нелояльною до жінок-вчених. Але таки досягла висоти — в 22 виїхала до Європи, отримала вчену ступінь і в 25 про неї вже ходила слава хіміка-експериментатора. Під керівництвом Менделєєва вивчала синильну кислоту, працювала з іншими видатними вченими.
В 28 Віра вийшла заміж за дворянина з Чернігівської губернії Якова Попова, старшого від неї на більш ніж 20 років. На той час Попов очолював патронний завод в Іжевську, але мав маєток в с. Шабалинів Сосницького повіту. Він дуже любив дружину — настільки, що виконав її побажання не обмежувати хатніми клопотами, а займатися наукою (вона досліджувала дибензилкетон), що й привело в результаті до трагедії.
Через півроку після весілля Віра загинула в своїй іжевській лабораторії в ході невдалого експерименту з фосфором та ціанідом. Попов бальзамує тіло дружини, обладнує корабель і перевозить його до України, в маєток в Шабалинові. Будує на місцевому кладовищі двокамерний склеп у формі корабля зі спуском всередину через корабельний люк. У італійських майстрів замовляє пам'ятник дружини з розгорнутою книгою в руках (зараз знаходиться в Сосницькому краєзнавчому музеї).
Труна Віри Богдановської стояла в усипальниці до 1917 року. Нібито вона була з напівскляним віком і небіжчиця лежала в ній, мов жива. Під час революції в пошуках золота могилу було розграбовано, а останки вченої закопано десь неподалік. Маєток також було зруйновано, лишилась одна будівля бібліотеки Попова.

## Джерело
- Геніальні люди [Архівовано 18 лютого 2019 у Wayback Machine.]
- Віра Богданівська [Архівовано 12 травня 2014 у Wayback Machine.]

| Антуан Лоран Лавуазьє | Це незавершена стаття про хіміка. Ви можете допомогти проєкту, виправивши або дописавши її. |